# ŠMT
ŠMT a.s. (do roku 2020 Škoda Machine Tool) je česká strojírenská firma sídlící v Plzni. Její činností je výroba a montáž těžkých horizontálních frézovacích a vyvrtávacích strojů, těžkých soustruhů, otočných stolů, speciálního příslušenství a mnoha dalších produktů. Historie společnosti sahá až do roku 1911, kdy Škodovy závody zahájily v Plzni výrobu vlastních obráběcích strojů. Své produkty dodává například do Německa nebo do Číny.